# Megachile singularis
Megachile singularis är en biart som beskrevs av Cresson 1865. Megachile singularis ingår i släktet tapetserarbin, och familjen buksamlarbin. Inga underarter finns listade i Catalogue of Life.